# Prstasta konopljika
Prstasta konopljika (otočka konopljika, divlji papar, monaška konopljika, lat. Vitex agnus-castus) je biljna vrsta iz reda Vitex, porodice Lamiaceae. Poznata je i kao konopljika i divlji papar, a navodno slabi libido. To mišljenje se odrazilo i na njezino latinsko ime: angus –  janje iz grčkog ἁγνός i castus – djevičanski. Prvotni prostor koji je naseljavala ova biljka se protezao od područja oko Sredozemnog mora preko Male Azije do Krima, da bi se danas kultivirala u mnogim područjima umjerene i suptropske klime.

## Osobine
Grm može narasti do četiri metra i imati svijetlosmeđe izdanke. Listovi stoje nasuprost te su skupljeni u obliku ruke s 5 do 7 listova. Cvjetovi su maleni, sastavljeni od gusto poredanih cvatova različitih boja, od ljubičaste, plave, ružičaste do bijele. Po rasporedu listova, vrlo je slična konoplji, te često može doći do zabune. Mesnati crveno-crni plodovi se koriste kao začin i anafrodizijak. Plod se sastoji od četverosjemene bobice. Cvjeta od srpnja do kolovoza. Najčešće se može naći na vlažnim mjestima i ušćima rijeka.

## Povijest
U vrtovima samostana tijekom srednjeg vijeka, pored začinskih i ljekovitih biljaka, rasle su i biljne vrste koje su služile za odvraćanje od svjetovne ljubavi. Stanovnici samostana, redovnici i časne sestre, imali su pristup ljekovitim receptima starih sredozemnih kultura. Upoznali su mnoge biljke, koje su još svećenici stare Grčke koristili kao biljke za održavanje morala i etike. Između ostalih, Pedanije Dioskorid je opisao vrste i njihovu primjenu:
„Agnos … među Rimljanima poznat i kao divlji papar, je jedno grmoliko drvo, koje raste na ušćima rijeka i stjenovitim obalama _ Nazivaju ga Agnos, jer je kod tesmoforijskih žena, koje su održavale svoju čast i moral, služio kao napitak, koji ograničava volju za seksom.“
Monasi su uzimali ljuto sjeme ove biljke kao začin, a ujedno je imalo i prihvatljiv popratni efekt. U grčkim legendama, Vitex se smatrao simbolom čednog braka, jer se vjerovalo da je božica Hera rođena na otoku Samos upravo ispod jednog grma Vitexa. U srednjem vijeku Vitex je postao simbolom povučenog života monaha.
Pier Andrea Mattioli (Matthiolus) opisuje ovu biljku u svojoj knjizi o bilju iz 1626. godine: ...ne daje blagotvorni efekt samo sjeme, nego i listovi i cvjetovi, a također nije ih potrebno samo jesti, dovoljno ih je samo prosuti po krevetu.

## Uporaba
Koristila se tisućama godina zbog povoljnog utjecaja na hormonalni sustav kod žena. Moderne studije su potvrdile ovaj efekt. Ekstrakti i ostali proizvodi od Vitexa se koriste više od 50 godina za liječenje širokog spektra ginekoloških problema i drugih ženskih zdravstvenih problema. Podaci iz kliničke studije podržavaju korištenje Vitexa za simptomatično liječenje predmenstrualnog sindroma (PMS) i cikličke boli u grudima.
Ne preporuča se uporaba Vitexa za vrijeme trudnoće, zbog mogućih komplikacija.

## Kemijski sastav
Kemijskom analizom je dokazano pristustvo flavonoida, alkaloida, diterpenoida, viteksina i kasticina, te steroidnih hormonskih komponenti.

## Vitex agnus-castus– farmakologija i kliničke indikacije
Ekstrakti plodova prstaste konopljike (Vitex agnus castus = AC) naširoko se koriste za liječenje predmenstrualnih simptoma. Dvostruko slijepe placebom kontrolirane studije pokazuju da jedan od najčešćih predmenstrualnih simptoma, tj. predmenstrualna mastodinija (mastalgija) je pod povoljnim utjecajem AC ekstrakta. Osim toga, brojna manje strogo kontrolirana istraživanja pokazuju da ekstrakti AC-a također imaju blagotvoran učinak na druge psihičke i somatske simptome PMS-a. Predmenstrualna mastodinija je najvjerojatnije posljedica latentne hiperprolaktinemije, tj. pacijentice otpuštaju više od fizioloških količina prolaktina kao odgovor na stresne situacije i tijekom faza dubokog sna koje izgleda stimuliraju mliječnu žlijezdu. Predmenstrualno je ovo nefiziološko oslobađanje prolaktina toliko visoko da se razine prolaktina u serumu često približavaju visinama koje se pogrešno tumače kao prolaktinomi. Budući da se pokazalo da ekstrakti AC-a imaju korisne učinke na predmenstrualnu mastodiniju, razine prolaktina u serumu kod takvih pacijentica također su proučavane u jednoj dvostruko slijepoj, placebom kontroliranoj kliničkoj studiji. Razine serumskog prolaktina doista su bile smanjene kod pacijenata liječenih ekstraktom. Potraga za principom(ima) supresije prolaktina dala je brojne spojeve s dopaminergičkim svojstvima: vezali su se na rekombinantni protein DA2-receptora i potisnuli otpuštanje prolaktina iz kultiviranih laktotrofa kao i u pokusima na životinjama. Potraga za kemijskim identitetom dopaminergičkih spojeva rezultirala je izolacijom niza diterpena od kojih su neki klerodadienoli bili najvažniji za prolaktin-supresivne učinke. Bili su gotovo identični u svojim svojstvima supresije prolaktina od samog dopamina. Stoga se zaključuje da su dopaminergički spojevi prisutni u Vitex agnus castusu klinički važni spojevi koji poboljšavaju predmenstrualnu mastodiniju, a moguće i druge simptome predmenstrualnog sindroma.

## Slike
- V. agnus-castus
- V. agnus-castus
- V. agnus-castus, plod
- V. agnus-castus, listovi
- V. agnus-castus, listovi i cvjetovi

## Vanjske poveznice
|  | Zajednički poslužitelj ima stranicu o temi Vitex agnus-castus    |
|  | Zajednički poslužitelj ima još gradiva o temi Vitex agnus-castus |
|  | Wikivrste imaju podatke o taksonu Vitex agnus-castus             |

- Chaste-tree, Chasteberry - Vitex agnus-castus  Arhivirana inačica izvorne stranice od 13. travnja 2015. (Wayback Machine)
- "Vitex agnus-castus L.", Encyclopedia of Life, pristupljeno 3. ožujka 2015.